# Wittenburg
 Wittenburg város a Németország Mecklenburg-Elő-Pomeránia tartományában. 
Schwerintől 30 km-re délnyugatra terül el.

## Városrészek
Következő városrészek léteznek: Helm, Klein Wolde, Körchow, Lehsen] Perdöhl, Wölzow, Ziggelmark und Zühr.

## Története
A mecklenburgi hercegek 1358-ban vettek a várost. Az 1657-es, 1679-es és 1726-os esztendőkben tűzvészek a város nagy részét elpusztították. 1858. április 10-e óta birtokolja a város címet.

## Turistalátványosságok

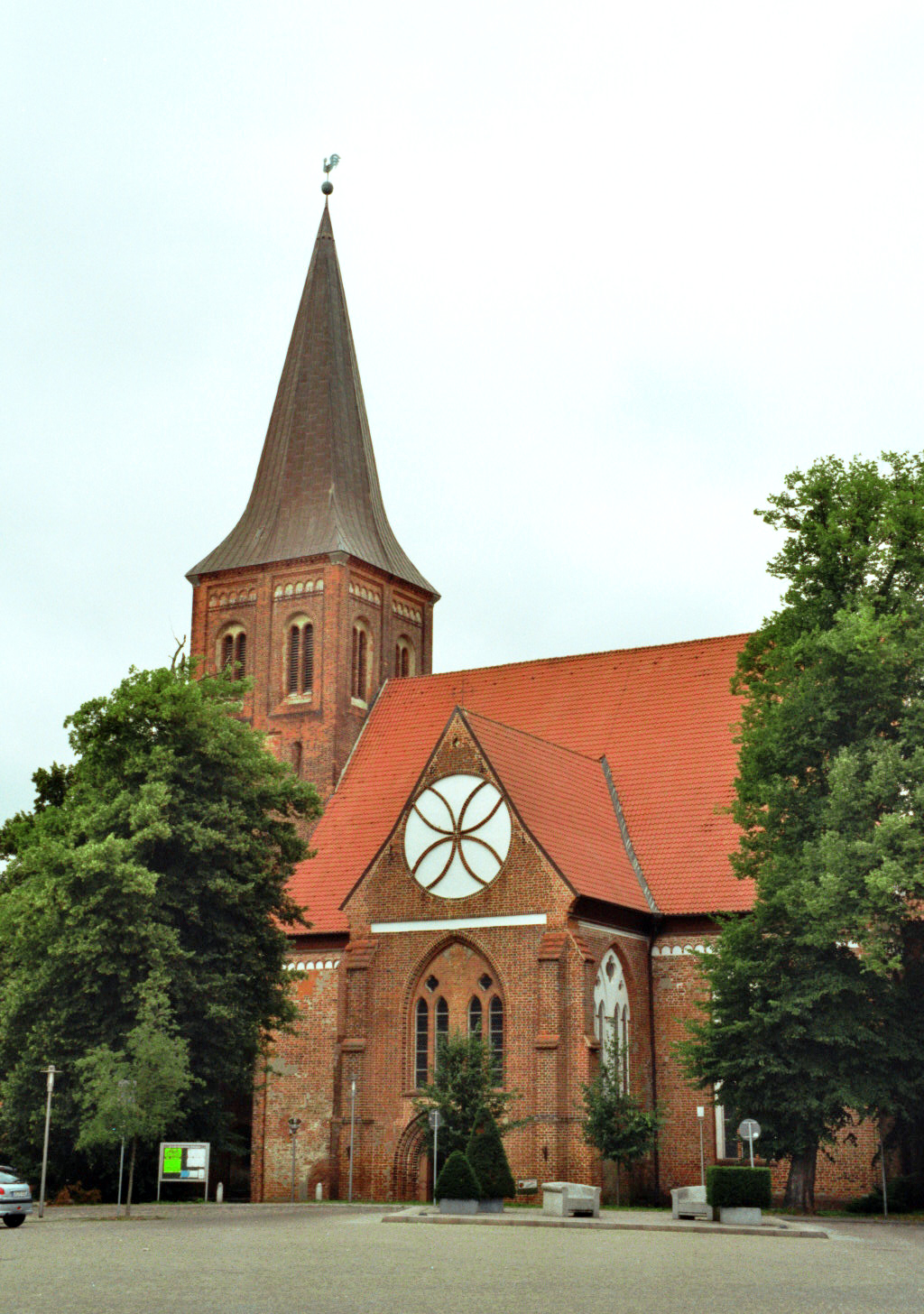
A templom

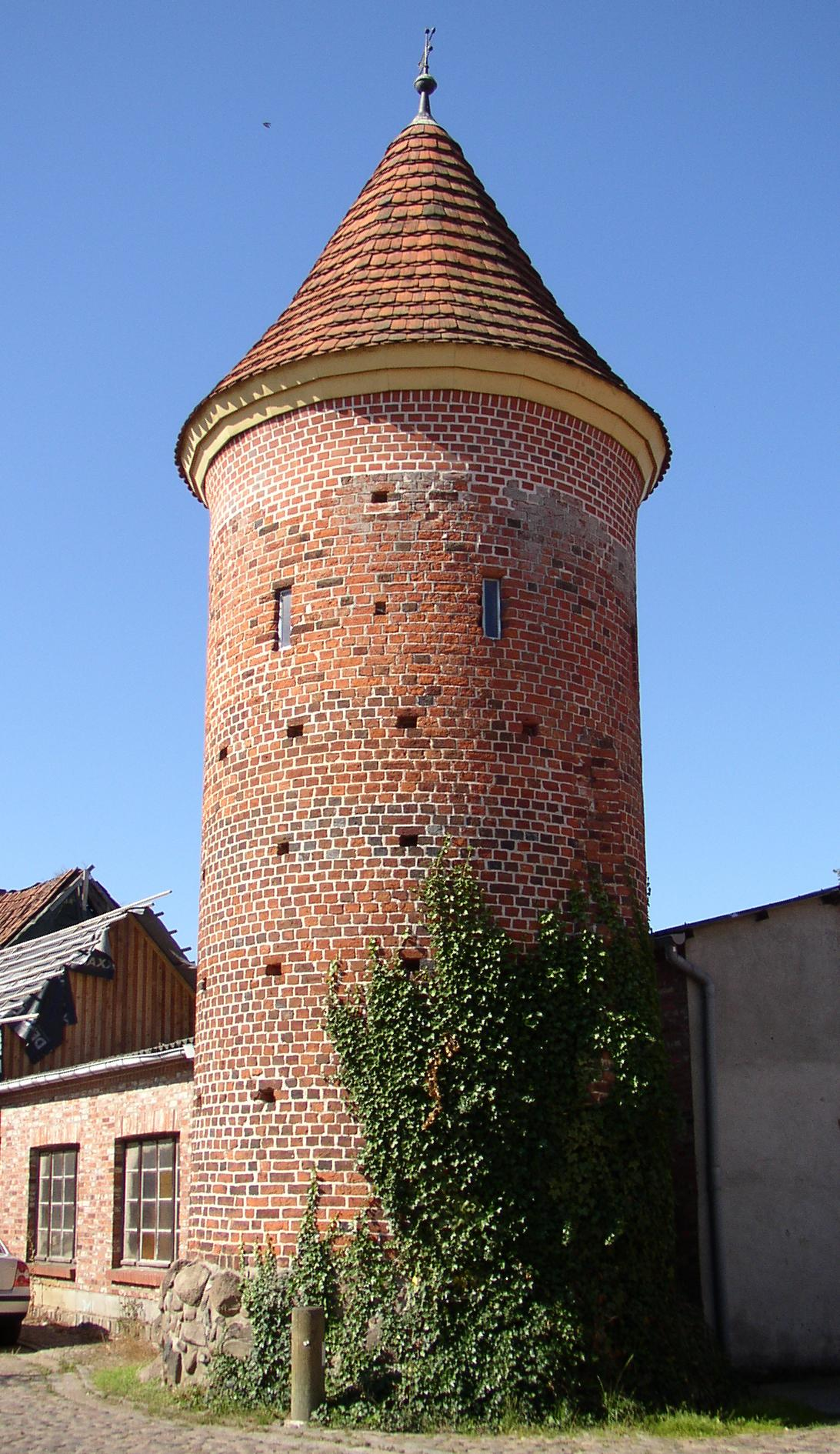
Hungerturm

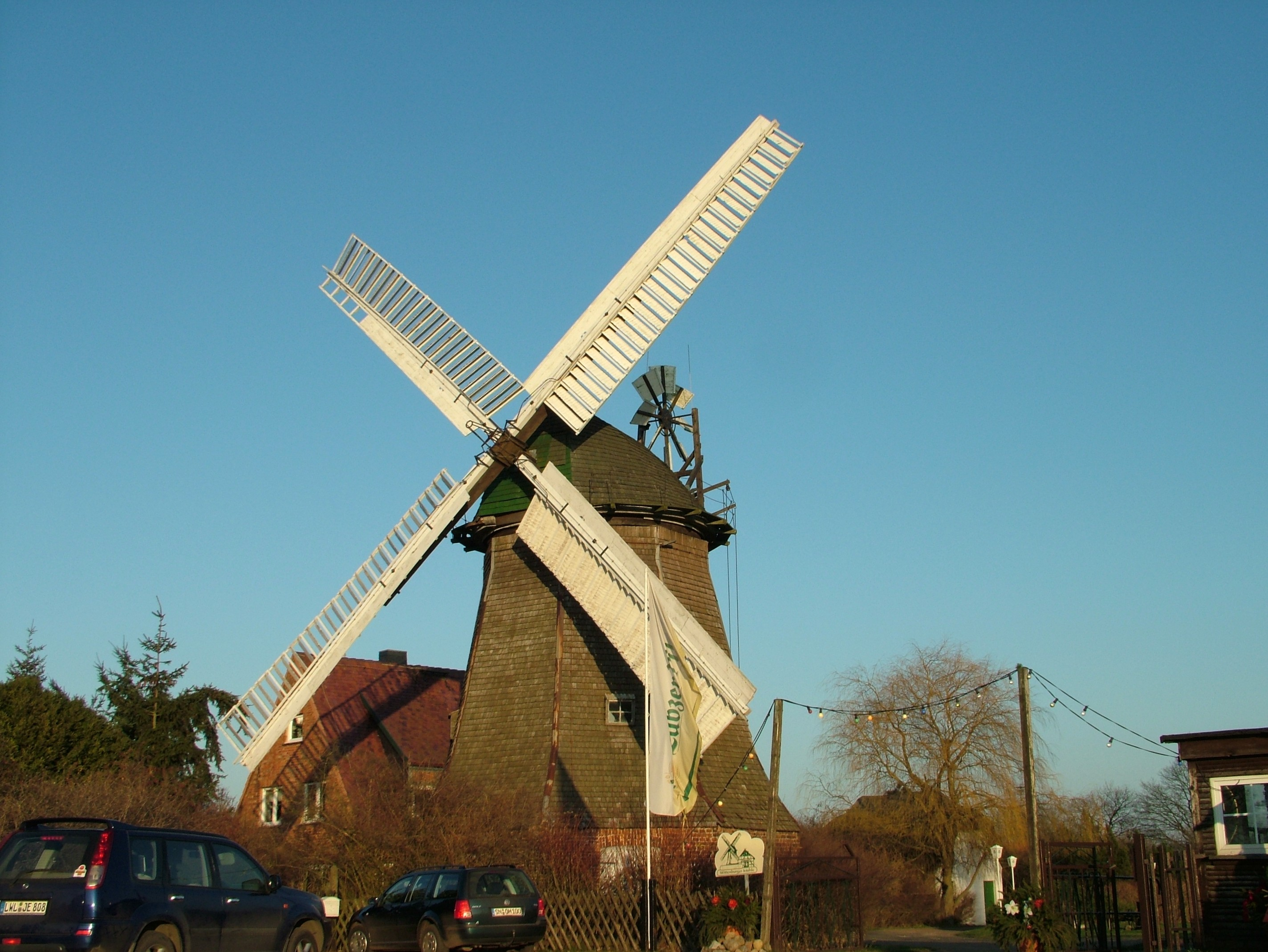
a malom

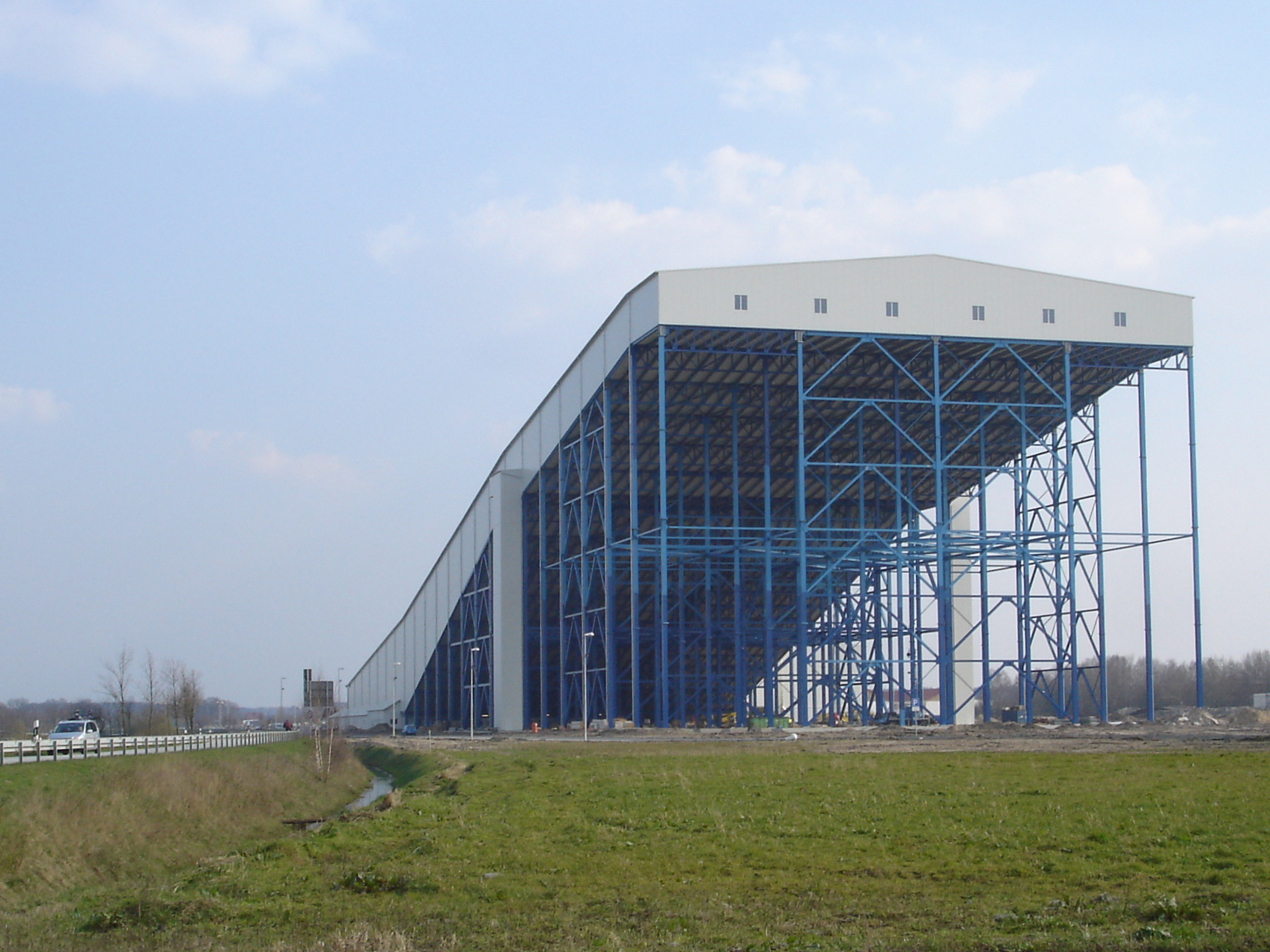
Az Alpincenter

- az  templom
- a városfal
- a malom
- az Alpincente

## Fordítás
- Ez a szócikk részben vagy egészben  a   Wittenburg című német Wikipédia-szócikk fordításán alapul.  Az eredeti cikk szerkesztőit annak laptörténete sorolja fel. Ez a jelzés csupán a megfogalmazás eredetét és a szerzői jogokat jelzi, nem szolgál a cikkben szereplő információk forrásmegjelöléseként.